# Grave (Einheit)
Das Grave (französisch grave, nach lateinisch gravitas „Schwere“) ist eine nicht mehr gebräuchliche Basiseinheit der Masse. Das Einheitenzeichen des Grave ist gv.
Das Grave war Teil eines im Auftrag des französischen Königs Ludwig XVI. entwickelten Einheitensystems, das die historische Wurzel des heute verwendeten internationalen Einheitensystems (SI) darstellt. 1793 wurde 1 Grave als die Masse von einem Liter Wasser bei 4 °C definiert. Schon 1795 wurde es durch das Gramm abgelöst, bis schließlich 1799 das Kilogramm eingeführt wurde, das als die Masse eines Zylinders aus Platin (des Urkilogramms, das der Masse von einem Liter Wasser bei 4 °C entsprechen sollte) definiert wurde.
Folglich entspräche 1 Grave ungefähr einem Kilogramm. Das Urkilogramm (das bis zum 20. Mai 2019 das Kilogramm definiert hat) ist jedoch (geringfügig) schwerer als 1 Liter Wasser.